# Чорний казан (фільм)
«Чорний казан» (англ. The Black Cauldron) — мультиплікаційний фільм у жанрі фентезі за однойменним романом Ллойда Александера, створений на кіностудії Волта Діснея. Фільм знятий в досить похмурій фентезійній манері, чим порушує загальну атмосферу діснеївських мультфільмів. У той же час сам Ллойд Александер сказав в одному з інтерв'ю, що фільм зовсім не нагадує книгу, хоча і визнав, що подивився фільм із задоволенням, висловивши надію, що глядачі прочитають книгу, в якій закладена набагато більша глибина.
Режисерами фільму виступили Тед Берман та Річард Річ, які раніше також спільно працювали над фільмом «Лис і мисливський пес».

## Сюжет
Дія розгортається у вигаданій країні Придейн.
Головний герой — хлопчик-свинопас Таран (Taran), який мріє стати великим воїном і захисником рідного Придейна. Його суперник — злий та могутній Рогатий Король (англ. The Horned King), що намірився заволодіти Чорним казаном і з допомогою укладеної в ньому сили воскресити армію зомбі і завоювати весь світ. Однак знайти казан — непросте завдання. Його розташування може вказати чарівна свинка Хен Вен (Hen Wen), що живе у старого чарівника Даллбена (Dallben). Дізнавшись про наміри Рогатого Короля, Даллбен доручає Тарану відвести свинку в надійне місце. По дорозі Таран втрачає Хен Вен, і починаються його пригоди.
Він потрапляє в замок Рогатого Короля і знаходить там свинку. Там само Таран знайомиться з принцесою Айлонві (Eilonwy) і вибирається з замку. В лісі він зустрічається з Гургі (Gurgi) і менестрелем Ффлюддуром Ффламом (Fflewddur Fflam). Вони знаходять Чорний казан, який незабаром захоплює Рогатий Король. Останній воскрешає армії мертвих, але Гургі позбавляє казан злої сили, жертвуючи своїм життям і стрибаючи в нього. В результаті Рогатий Король гине. Таран пропонує відьмам, у яких вони обміняли чарівний меч на казан, угоду: казан взамін на Гургі. Відьми погоджуються і оживляють Гургі.

## Дійові особи та виконавці
- Таран — Грант Бардслі
- Принцеса Айлонві — Сьюзен Шерідан
- Ффлюддур Ффлам — Найджел Хоторн
- Гурги — Джон Байнер
- Даллбен — Фредді Джонс
- Рогатий Король — Джон Херт
- Кріпер — Філ Фондакаро
- Частки — Джон Байнер
- Король Айдділег — Артур Мелет
- Орвен — Едель Меліс-Морів
- Оргок — Біллі Хейс
- Ордду — Іда Райс Мерін
- Оповідач — Джон Г'юстон

## Український дубляж
- Олег Александров — Таран
- Єлизавета Мастаєва — Айлонві
- Євген Малуха — Флюдур
- Павло Скороходько — Ґурп
- Сергій Чуркін — Долбен
- Михайло Кукуюк — Рогатий Король
- Володимир Канівець — Плазун
- Максим Кондратюк — Айділег
- Володимир Жогло — Долі
- Дмитро Павленко — Хлопчик
- Ольга Гарбузюк — Дівчинка
- Олена Бліннікова — Орвен
- Олена Рєпіна — Орду
- Олена Колеснікова — Оргоч
- Сергій Солопай — Злодюга 1
- Сергій Кияшко — Злодюга 2

Мультфільм дубльовано студією «Le Doyen» на замовлення компанії «Disney Character Voices International» у 2017 році.
- Перекладач — Павло Голов
- Режисер дубляжу — Анна Пащенко
- Звукорежисер — Віктор Алферов

## Спадок

### Тематичні парки
Костюмовані версії персонажів фільму час від часу з'являлися в парках і курортах Діснея, в основному в Фантазійній країні (анг. Fantasyland).
У 1986 році закусочна Lancer's Inn у Світовому парку Уолта Діснея була перейменована на Gurgi's Munchies and Crunchies. Зрештою, у 1993 році вона була закрита, а потім переобладнана в «Кухню Люм'єра», «Сільську картопляну лавку», а нині — в «Куточок ченця».
11 липня 1986 року в Токійському Діснейленді відкрився атракціон «Таємничий тур до замку Попелюшки» (анг. Cinderella Castle Mystery Tour), в якому з'являється Рогатий король. Атракціон працював до 2006 року.
З нагоди відкриття атракціону на сцені перед входом до замку Попелюшки протягом 14 днів проходила спеціальна акція та шоу «Таємниця замку Попелюшки» за участю Міккі Мауса, Дональда Дака та Гуфі, а також принцеси Аврори, принца Філіпа та Малефісенти зі «Сплячої красуні». Під час битви Гуфі, Дональда, Філіпа та Аврори з військами Малефісенти в епізодичній ролі з'являється Кріпер з іншими діснеївськими лиходіями.

### Гра за мотивами мультфільму
- У 1986 році компанія Sierra Entertainment випустила однойменну пригодницьку комп'ютерну гру (провідний розробник — Ел Лоу). Сюжет гри є близьким до сюжету фільму, однак може розгалужуватися залежно від дій гравця, що в свою чергу призводить до різних кінцівок.